# Sanctus Real
Sanctus Real é uma banda de rock cristão americana de Toledo, Ohio. Eles fazem parte do casting da gravadora Sparrow Records

## História
Em 1996, o vocalista e guitarrista Matt conheceu o guitarrista Chris Hammitt Rohman enquanto eram alunos do décimo presentes Toledo Christian School , em Ohio . Eles levaram o culto de jovens na escola e na igreja, e começou a escrever suas próprias músicas desse ano. O baterista Mark Graalman eo baixista Matt Kollar logo se juntaram, formando a banda original do line-up. O grupo realizou seu primeiro concerto para vários amigos na parte de trás de um armazém, em Dezembro de 1996. Eles lançaram uma fita demo de seis faixas em Agosto de 1997, e um EP cinco faixas-intitulado Toda essa conversa de estrangeiros em janeiro de 1998. Full-length Sanctus Real Mensagem álbum de estúdio para as massas foi lançado em 18 de junho de 1999, e, pouco depois, o baixista Matt Kollar foi substituído por Steve Goodrum. Seguinte mensagem para as massas, que foi gravado em uma garagem , a banda fez planos de gravar faixas em um estúdio grande. Para ganhar dinheiro para o empreendimento, Hammitt e Goodrum tomou telemarketing emprego por alguns meses, que eram difíceis e descrito por Hammitt como "as mais terríveis empregos sempre". Eles gravaram três músicas com o produtor Skidd Mills em Memphis, Tennessee, e depois de ganhar um concurso de rádio local, decidiu gravar um todo independente álbum com Mills. Foi concluída em 2000 sob o título Nothing to Lose , a banda participou, de 2001, Semana de Música Gospel em Nashville para distribuir cópias do projeto. De 1996 a 2001, Sanctus Real visitou áreas dos Estados Unidos, e também enviou vários demos para as gravadoras cristãs e mainstream. Após ter recebido o contrato de gravação múltipla oferece em 2001, a banda decidiu assinar com a Sparrow Records . Matt Hammitt disse: "Nesse ponto, nós realmente tivemos que fazer um exame de consciência e descobrir onde foi que era suposto ser ... Por fim, sabíamos que poderíamos relacionar com crianças na igreja. Somos apaixonados pela nossa fé ... a partir de nossa experiência pessoal, nós sentimos que este era o lugar que era suposto ser ".

## Say It Loud
No final de 2002, antes de lançarem o seu álbum não-independente em primeiro lugar, Sanctus Real realizada como um ato de abertura do Con Dios Festival tour. A banda também guested sobre Bleach 's primeira turnê, a turnê We Are Tomorrow, em dezembro de 2002. estréia Sanctus Real grande gravadora, Say It Loud , foi então lançado em dezembro de 2002, através de registros do pardal . O álbum foi produzido pelo ex- Grammatrain vocalista Pete Stewart . Sanctus Real começou a excursionar novamente em Fevereiro de 2003 como banda convidada na excursão Sé Ponto Rock, com Relient K , os OC Supertones , Pilar e Rúben John .

## Fight The Tide
O vocalista Matt Hammitt desempenho no Taylor University em abril de 2004
A banda gravou um cover de U2 "canção 's Beautiful Day "para o álbum de compilação Em Nome do Amor: Artistas Unidos para a África ., que foi lançado no início de 2004. A pista chegou a número 1 no R & R Christian revista rocha gráfico em 2004, tornando-se sua primeira carta-cobertura única. "Beautiful Day" também recebeu um prêmio GMA Dove nomeação para Canção Rock do Ano em 2004.
Em fevereiro de 2004, a banda voltou em estúdio para gravar seu segundo álbum. quase todas as faixas foram escritas no mês anterior Foi gravado em seis semanas com o produtor Tedd T, e logo lançado com o título Fight The Tide, em junho de 2004. O chumbo "single Tudo Sobre Você "foi lançado em meados de 2004, e em setembro ele tinha ficado no número 1 da R & R" s gráfico rock cristão para seis semanas consecutivas. A canção mais tarde foi apresentado no X 2006 coletânea em 2005. Em setembro de 2004, Sanctus Real lançou sua primeira turnê, a luta do Circuito Tide. A turnê caracterizado bandas convidado Falcão Nelson , sete lugares e nunca fica vermelho , e viajou por mais de 25 cidades.
Depois de ter sido nomeado no final de 2004, Fight the Tide ganhou o prêmio Dove GMA para "Álbum Rock do Ano" no início de 2005. Lançado perto do início do ano, " The Fight Song "era próximo single Sanctus Real, e em maio de 2005, chegou ao topo do R & R "s gráfico de rock cristão, tornando-se a banda o terceiro número 1 da música. Em abril de 2005, o baixista Steve Goodrum deixou a banda e foi substituído por Dan Gartley, um membro da turnê anterior de Relient K . Gartley jogou o seu primeiro concerto com Sanctus Real no Festival Agape em maio 2005.

## The Face of Love
O baixista Dan Gartley em Junho de 2006
Álbum Sanctus Real de estúdio do terceiro principal, The Face of Love , foi lançado em abril de 2006. único do álbum primeiro foi " Eu não estou bem "que se tornou número 1 música no Christian Hit Radio contemporânea (CDH), conforme relatado por R & R revista. Foi também a terceira música mais tocada de 2006 nos formatos de rádio cristãs. No início de 2007, a banda recebeu dois GMA Dove Awards nomeações: "Rock Canção Contemporânea Gravada do Ano" para "eu "Não m Alright" e "Rock / Contemporary Album do Ano" para a face do amor. Após o lançamento do álbum, Pete Prevost tornou-se o quinto membro da Real Sanctus como um guitarrista adicional.
O segundo single do álbum, " Não Desista ", foi lançado no início de 2007, e em maio, tornou-se a banda o quinto número 1 pista, colocando no topo da R & R" s gráfico CHR cristã. No final de 2006 eles foram nomeados o artista mais tocada do ano em R & R "s gráfico CHR cristã. A faixa-título "The Face of Love" foi também um único rádio. Sanctus Real lançou outra turnê em abril de 2007, O Rosto da turnê Amor, com Needtobreathe e República Esta bonita .

## We Need Each Other
Em agosto de 2007, Sanctus Real voltou ao estúdio para gravar um quarto álbum, que foi concluída até o final do ano. Em novembro de 2007, o álbum foi originalmente previsto para ser lançado sob o título Turn On The Lights, o nome de uma faixa do álbum. Foi mais tarde alterado para Precisamos uns dos outros , e foi lançado em fevereiro de 2008, através do Registros Sparrow rótulo. A faixa-título "We Need Each Other" foi lançado no início como o álbum single em novembro de 2007. A canção ficou em número 1 no R & R "s gráfico CHR cristã durante cinco semanas consecutivas em fevereiro de 2008, e foi oitava música 2008 do mais tocada do ano em o mesmo formato.
Durante o início e meados de 2008, Sanctus Real guested em Third Day 's turnê, e esse ano eles também apareceu em um episódio de Extreme Makeover: Home Edition . Mais dois singles do Precisamos uns dos outros foram lançadas: "Tudo o que você está fazendo (Algo Celestial)" no início de 2008, e "Turn On the Lights" em agosto de 2008. No final do ano, a banda lançou sua própria dois meses Precisamos uns dos Outros de turismo nos Estados Unidos, passando por 16 estados e mais de 30 cidades; apresentou a turnê aparições de vota , Décima Avenida Norte e Sammy orador Adebiyi . Em 2009, precisamos uns dos outros recebeu um Grammy Award nomeação para Melhor Álbum de Rock Gospel.

## Pieces of a Real Heart
Em meados de novembro de 2009, Matt Hammitt anunciados no Twitter que Sanctus Real terminou de gravar seu quinto álbum. O único primeiro rádio foi intitulado " Forgiven ", e alcançou a posição # 6 na Canções Hot Christian gráfico. Em 02 de dezembro de 2009, a banda anunciou no Twitter e no Facebook que eles estreitaram o nome do álbum final, até duas opções: Um milhão de corações e pedaços de um coração de verdade, e realizou uma votação do público durante uma hora. Pouco tempo depois, foi confirmado que os títulos Pedaços de um coração real seria escolhido. O álbum foi lançado em 9 de março de 2010 através de registros do pardal.

## Tour
Em abril e maio de 2010, Sanctus Real estreia-se as peças completas do novo álbum de um coração real, enquanto a atração principal do UNITED Primavera de 2010 Tour. Junto a eles nessa turnê nacional 25-cidade vai ser visionária e palestrante David Nasser , juntamente com outros artistas Jonny Diaz e MIKESCHAIR. Sanctus Real anunciou que estará em turnê com o Winter Jam 2012 no lado leste dos Estados Unidos.

## Estilo musical
Gênero principal Sanctus Real é normalmente rotulado como rock cristão e CCM alternativa. Seus três primeiros álbuns independentes foram descritas por Allmusic como power pop. Say It Loud foi caracterizado por guitarras aumento e um estilo de rock moderno e potente. Lançar o seu segundo, Fight the Tide , foi descrito como "rock poder melódico" com semelhanças com o Foo Fighters , Jimmy Eat World , Switchfoot , U2 , e PFR. A música da banda sobre a face do amor misturados os estilos de sua dois álbuns anteriores, evoluindo em menos de um som mais pesado do rock. Com Precisamos uns dos outros , o vocalista Matt Hammitt observou que ele "só empurrou os limites do que eu posso fazer vocalmente" durante algumas músicas ", seja em um tipo suave de vocal que soa rústico ou seja este overdrive, rock tipo de alta gama de vocal ". [26]

## Membros
Os membros atuais
Matt Hammitt - vocalista
Chris Rohman - guitarra
Pete Prevost - guitarra, banjo, piano
Dan Gartley - baixo e os sinos
Mark Graalman - bateria
Ex-membros
Matt Kollar - baixo
Steve Goodrum - baixo
Michael Gee - Guitarra

## Discografia

### EPs
- All This Talk of Aliens (1998)
- Message for the Masses (1999)

### Álbuns de estúdio
- Nothing to Lose (2001)
- Say it Loud (2002)
- Fight the Tide (2004)
- The Face of Love (2006)
- We Need Each Other (2008)
- Pieces of a Real Heart (2010)
- Run(2013)

## Singles
| Ano  | Título                  | Posição                                                      | Álbum                                          |
| Ano  | Título                  | Hot Christian Songs                                          | Álbum                                          |
| ---- | ----------------------- | ------------------------------------------------------------ | ---------------------------------------------- |
| 2002 | "Say it Loud"           | 2                                                            | Say it Loud                                    |
| 2003 | "Hey Wait"              | ?                                                            | Say it Loud                                    |
| 2003 | "Audience Of One"       | 8                                                            | Say it Loud                                    |
| 2004 | "Beautiful Day"         | 1                                                            | In the Name of Love: Artists United for Africa |
| 2004 | "Everything About You"  | 1                                                            | Fight the Tide                                 |
| 2004 | "Alone"                 | 3                                                            | Fight the Tide                                 |
| 2004 | "Things Like You"       | 4                                                            | Fight the Tide                                 |
| 2005 | "The Fight Song"        | 1                                                            | Fight the Tide                                 |
| 2005 | "Closer"                | ?                                                            | Fight the Tide                                 |
| 2006 | "I'm Not Alright"       | 1, #3 conforme Christian Hit Radio (CHR): música do ano 2006 | The Face of Love                               |
| 2006 | "Face of Love"          | 5                                                            | The Face of Love                               |
| 2007 | "Don't Give Up"         | 1, #6 conforme CHR: música do ano 2007                       | The Face of Love                               |
| 2007 | "We Need Each Other"    | 1                                                            | We Need Each Other                             |
| 2008 | "Whatever You're Doing" |                                                              | We Need Each Other                             |

## Videografia
- Say It Loud (2002)
- Everything About You (2004)
- I'm Not Alright (2006)

## Integrantes
Atuais:
- Matt Hammitt - vocal, guitarra
- Dan Gartley - baixo
- Chris Rohman - guitarra,violão
- Mark Graalman - bateria
- Pete Prevost - guitarra

Antigos:
- Steve Goodrum  - baixo
- Matt Kollar - baixo